# Ширина колії в Словаччині
Абсолютна більшість залізничних дільниць у Словаччині має ширину колії 1435 мм, але також зустрічаються інші розміри колій.

## Широка колія
Дві лінії, що сполучають Словаччину та Україну, мають ширину колії 1520 мм.
- Ширококолійна залізниця Ужгород — Ганиська, експлуатацію розпочато 1966-го року
- Ширококолійна залізниця Чоп — Чєрна-над-Тисою (точніше до села Добра)

25 листопада 2008 року Росія, Україна та Словаччина підписали тристоронній меморандум про прокладання широкої колії на кордоні з Австрією. 30 квітня 2009 року, австрійський канцлер Вернер Файман, що його уряд підтримує будівництво від австрійсько-словацького кордону до Відня.

## Вузькоколійні дороги

### Метрова колія (1000 мм)
- Татранська електрифікована залізниця (Попрад-Татри — Старий Смоковець — Штрбське Плесо) та дотичні дільниці:
  - Старий Смоковець — Татранська Ломниця
  - Штрбське Плесо — Штрба

### Колія 760 мм
- Тренчанські Теплиці — Тренчанська Тепла
- Чорногронська залізниця
- Кисуцько-Оравська лісова залізниця